# Marcus Denmon
Marcus Edward Denmon (Kansas City, 20 marzo 1990) è un cestista statunitense, professionista in Europa e in Cina.

## Carriera
È stato selezionato dai San Antonio Spurs al secondo giro del Draft NBA 2012 (59ª scelta assoluta).

## Palmarès
- Campionato greco: 1

Panathinaikos: 2017-18